# Gran Premio di Las Vegas
Il Gran Premio di Las Vegas è una gara automobilistica di Formula 1 che si svolge a Las Vegas, negli Stati Uniti d'America.
Nelle stagioni 1981 e nel 1982 ha avuto luogo sul circuito del Caesars Palace – da cui la denominazione di "Gran Premio del Caesars Palace" –, poiché il circuito cittadino passava nelle vicinanze dell'omonimo hotel casinò: veniva infatti utilizzata come area box il parcheggio dell'albergo, e per il circuito un'area non ancora urbanizzata su cui era stato tracciato il circuito con un manto di asfalto apposito. A partire dalla stagione 2023 si disputa sul Las Vegas Strip Circuit, un tracciato cittadino che si snoda tra le vie della Las Vegas Strip.
Inoltre è da rilevare che sempre nell'area di Las Vegas ma nella limitrofe Spring Valley, sullo "Stardust International Raceway" si svolsero dal 1966 al 1968 tre edizioni del campionato CanAm sotto la denominazione di "Gran Premio Stardust", dal nome del casinò resort adiacente. Quindi nel 1983 e nel 1984 ospitò due edizioni del campionato CART (denominazione dell'epoca della futura Champ Car), prima che sull'area venissero costruiti nuovi alberghi e casinò. Dal 1997 al 2005, con la costruzione del Las Vegas Motor Speedway, si sono svolte diverse gare valide per il campionato Champ Car.

## La storia

### L'organizzazione

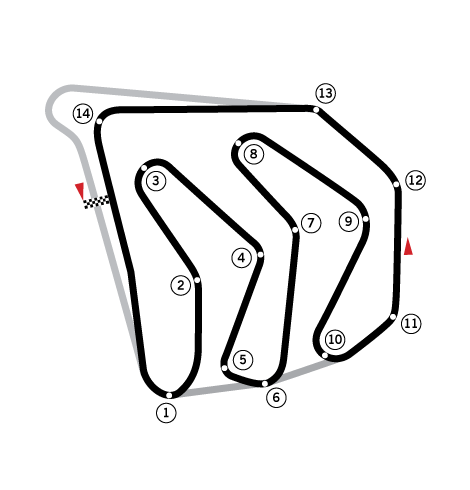
Il circuito del Caesars Palace, sede del Gran Premio dal 1981 al 1982.

La tenuta di una gara su un tracciato da allestire a Las Vegas era già prevista dal calendario per la stagione 1980: avrebbe dovuto concludere la stagione, il 2 novembre. Tale evento venne però successivamente cancellato. Delle tre gare da tenersi negli Stati Uniti d'America quella maggiormente in dubbio era, inizialmente, quella programmata a Watkins Glen, tanto che si era prospettato un anticipo al 19 ottobre della gara di Las Vegas.
Nell'aprile 1980 la FISA aveva diramato un primo calendario per il campionato 1981 con 15 prove, riconfermando tutte le gare previste per il 1980, tranne la tappa a Las Vegas, che non era stata disputata.
Il 7 maggio 1981 la federazione internazionale depennò definitivamente dal calendario mondiale il Gran Premio degli Stati Uniti d'America-Est, che si sarebbe dovuto disputare il 4 ottobre al Watkins Glen International. La cancellazione fu dovuta al mancato versamento degli organizzatori di quanto pattuito alle scuderie per l'edizione del 1980, circa 800.000 dollari. La Formula 1 non è mai più tornata su quel tracciato statunitense. Al fine di sostituire la gara saltata da disputarsi al Glen, la Commissione della Formula 1 propose di tenere, il 17 ottobre, una gara a Las Vegas, su un tracciato da costruire nei pressi dell'Hotel Caesars Palace. Ad agosto la proposta ottenne il via libera di FIA e FOCA. Gli organizzatori di Las Vegas sborsarono 8 milioni di dollari per ottenere l'organizzazione della corsa. La gara del 1981 venne premiata col Race Promoters' Trophy quale gara meglio organizzata nella stagione.

Il Las Vegas Strip Circuit, sede del Gran Premio dal 2023.

Già per l'edizione del 1982 la permanenza del Gran Premio nel calendario iridato venne messa in dubbio dagli organizzatori, che però avevano sottoscritto un contratto fino al 1984. L'organizzazione costava 3,5 milioni di dollari, che dovevano essere recuperati con l'incasso dei biglietti.
Per il 1983 la gara uscì dal calendario, dopo esservi inizialmente stata inserita, in presenza di un accordo tra gli organizzatori e la NBC per la trasmissione della gara sia per il 1983 che per il 1984.
Il 31 marzo 2022 viene annunciato il ritorno del Gran Premio nel calendario del campionato mondiale a partire dalla stagione 2023. La gara si disputa di sabato su un nuovo tracciato cittadino tra le via della Las Vegas Strip ed è il terzo Gran Premio a corrersi negli Stati Uniti d'America dopo quello di Miami e quello omonimo, per la prima volta dalla stagione 1982. All'edizione assistono 315 000 spettatori, il quale rappresenta un nuovo record per un Gran Premio corso a Las Vegas. A quella successiva assistono 306 000 spettatori, per il secondo Gran Premio con il più alto numero di presenze sul nuovo tracciato.

## Albo d'oro
| Anno        | Circuito       | Pilota           | Vettura             | Resoconto     |
| ----------- | -------------- | ---------------- | ------------------- | ------------- |
| 1981        | Caesars Palace | Alan Jones       | Williams-Ford       | Resoconto     |
| 1982        | Caesars Palace | Michele Alboreto | Tyrrell-Ford        | Resoconto     |
| 1983 - 2022 | Non disputato  | Non disputato    | Non disputato       | Non disputato |
| 2023        | Las Vegas      | Max Verstappen   | Red Bull-Honda RBPT | Resoconto     |
| 2024        | Las Vegas      | George Russell   | Mercedes            | Resoconto     |

## Statistiche
Le statistiche si riferiscono alle sole edizioni valide per il campionato del mondo di Formula 1 e sono aggiornate al Gran Premio di Las Vegas 2024.

### Vittorie per pilota
| Pos. | Pilota           | Vittorie |
| ---- | ---------------- | -------- |
| 1    | Alan Jones       | 1        |
| =    | Michele Alboreto | 1        |
| =    | Max Verstappen   | 1        |
| =    | George Russell   | 1        |

### Vittorie per costruttore
| Pos. | Costruttore | Vittorie |
| ---- | ----------- | -------- |
| 1    | Williams    | 1        |
| =    | Tyrrell     | 1        |
| =    | Red Bull    | 1        |
| =    | Mercedes    | 1        |

### Vittorie per motore
| Pos. | Motore   | Vittorie |
| ---- | -------- | -------- |
| 1    | Ford     | 2        |
| 2    | RBPT     | 1        |
| =    | Mercedes | 1        |

### Pole position per pilota
| Pos. | Pilota           | Pole |
| ---- | ---------------- | ---- |
| 1    | Carlos Reutemann | 1    |
| =    | Alain Prost      | 1    |
| =    | Charles Leclerc  | 1    |
| =    | George Russell   | 1    |

### Pole position per costruttore
| Pos. | Costruttore | Pole |
| ---- | ----------- | ---- |
| 1    | Williams    | 1    |
| =    | Renault     | 1    |
| =    | Ferrari     | 1    |
| =    | Mercedes    | 1    |

### Pole position per motore
| Pos. | Motore   | Pole |
| ---- | -------- | ---- |
| 1    | Ford     | 1    |
| =    | Renault  | 1    |
| =    | Ferrari  | 1    |
| =    | Mercedes | 1    |

### Giri veloci per pilota
| Pos. | Pilota           | GPV |
| ---- | ---------------- | --- |
| 1    | Didier Pironi    | 1   |
| =    | Michele Alboreto | 1   |
| =    | Oscar Piastri    | 1   |
| =    | Lando Norris     | 1   |

### Giri veloci per costruttore
| Pos. | Costruttore | GPV |
| ---- | ----------- | --- |
| 1    | McLaren     | 2   |
| 2    | Ferrari     | 1   |
| =    | Tyrrell     | 1   |

### Giri veloci per motore
| Pos. | Motore   | GPV |
| ---- | -------- | --- |
| 1    | Mercedes | 2   |
| 2    | Ferrari  | 1   |
| =    | Ford     | 1   |

### Podi per pilota
| Pos. | Pilota           | Podi |
| ---- | ---------------- | ---- |
| 1    | Alan Jones       | 1    |
| =    | Bruno Giacomelli | 1    |
| =    | Alain Prost      | 1    |
| =    | Michele Alboreto | 1    |
| =    | Eddie Cheever    | 1    |
| =    | John Watson      | 1    |
| =    | Max Verstappen   | 1    |
| =    | Charles Leclerc  | 1    |
| =    | Sergio Pérez     | 1    |
| =    | Lewis Hamilton   | 1    |
| =    | George Russell   | 1    |
| =    | Carlos Sainz Jr. | 1    |

### Podi per costruttore
| Pos. | Costruttore | Podi |
| ---- | ----------- | ---- |
| 1    | Red Bull    | 2    |
| =    | Ferrari     | 2    |
| =    | Mercedes    | 2    |
| 4    | Williams    | 1    |
| =    | Alfa Romeo  | 1    |
| =    | Renault     | 1    |
| =    | McLaren     | 1    |
| =    | Tyrrell     | 1    |
| =    | Ligier      | 1    |

### Podi per motore
| Pos. | Motore     | Podi |
| ---- | ---------- | ---- |
| 1    | Ford       | 3    |
| 2    | RBPT       | 2    |
| =    | Ferrari    | 2    |
| =    | Mercedes   | 2    |
| 5    | Alfa Romeo | 1    |
| =    | Renault    | 1    |
| =    | Matra      | 1    |

### Punti per pilota
| Pos. | Pilota           | Punti |
| ---- | ---------------- | ----- |
| 1    | Max Verstappen   | 35    |
| 2    | Charles Leclerc  | 30    |
| 3    | George Russell   | 29    |
| 4    | Lewis Hamilton   | 24    |
| 5    | Carlos Sainz Jr. | 23    |
| 6    | Sergio Pérez     | 16    |
| 7    | Esteban Ocon     | 12    |
| 8    | Lance Stroll     | 10    |
| 9    | Lando Norris     | 9     |
| =    | Alan Jones       | 9     |

### Punti per costruttore
| Pos. | Costruttore  | Punti |
| ---- | ------------ | ----- |
| 1    | Ferrari      | 53    |
| =    | Mercedes     | 53    |
| 3    | Red Bull     | 51    |
| 4    | McLaren      | 23    |
| 5    | Alpine       | 12    |
| =    | Aston Martin | 12    |
| =    | Williams     | 12    |
| 8    | Renault      | 9     |
| =    | Tyrrell      | 9     |
| 10   | Ligier       | 5     |

### Punti per motore
| Pos. | Motore     | Punti |
| ---- | ---------- | ----- |
| 1    | Mercedes   | 82    |
| 2    | Ferrari    | 57    |
| 3    | RBPT       | 53    |
| 4    | Ford       | 32    |
| 5    | Renault    | 21    |
| 6    | Matra      | 5     |
| 7    | Alfa Romeo | 4     |